# Distrito de Santillana
El distrito de Santillana es uno de los ocho que conforman la provincia de Huanta, ubicada en el norte del departamento de Ayacucho en el Perú. Fue nombrado en homenaje a Gervasio Santillana, marino peruano héroe del combate naval de Angamos, nacido en el distrito de Huamanguilla de la misma provincia.

## Historia
Fue creado mediante Ley n.º 3000 del 21 de diciembre de 1918, en el gobierno del presidente José Pardo y Barreda.
Su capital es el poblado de San José de Secce, ubicado a 3.239 m s. n. m.

## Geografía
Según el censo de 2017, está compuesto por los siguientes 39 centros poblados:
Acobambilla
Antapallpa
Aranhuay
Buena Vista
Canrara
Cayramayo
Ccaccahuasan
Ccachir
Ccanobamba
Ccarhuancho
Ccasipata
Ccayampi
Ccochaca
Ccochacc
Chachaspucro
Chanccepampa
Cullupuquio
Habaspata
Huachoccacca
Huaranccayoc
Huayanay
Huayrapampa (Nueva Esperanza)
Ismuñay
Isto Vista Alegre
Laupay
Marccaraccay
Marccare
Masingana
Mollepata
Mosoqllaqta
Nuevo Progreso
Occopecca
Ojoyocc
Orccohuasi (Mashuacancha)
Pampa Wasi
Parobambilla
Pata Aranhuay
Picas
Pisccohuillca
Punco
Putis
Rodeo
Rumichaca
Saihua Llamanniyocc
San Juan de Huancas
Sanan
Santa Rosa de Araujo
Sañocc
Silloma
Toccas Quesera
Toldona
Uchuyhuasi
Viscatan Pata

## Autoridades

### Municipales
- 2019 - 2022[5]
  - Alcalde: Marino Calixto Cartolín, de Qatun Tarpuy.
  - Regidores:

  1. Julián Quispe Ccente (Qatun Tarpuy)
  2. Juan Héctor Barreto Taipe (Qatun Tarpuy)
  3. Eliaquin Ccochachi Taipe (Qatun Tarpuy)
  4. Teófila Fernández Condoray (Qatun Tarpuy)
  5. Timoteo Taipe Astopillo (Musuq Ñan)

Alcaldes anteriores
- 1999-2002: Feliciano Medina
- 2003-2006: Luciano Velazque
- 2007-2010: Renol Silbio Pichardo Ramos
- 2010-2014: Renol Silbio Pichardo Ramos
- 2015-2018: Absalón Quispe Merino